# Dunbar Island
Dunbar Island är en ö i territoriet Falklandsöarna (Storbritannien). Den ligger i den nordvästra delen av ögruppen, 180 km väster om huvudstaden Stanley.